# Spejdercentret Rømeregård

## Om Gården
Spejdercentret Rømeregård ligger centralt på Bornholm, tæt på landsbyen Årsballe. Rømeregård er ejet af Bornholms Distrikt under KFUM-Spejderne i Danmark. Centret består af en firelænget gård samt fire lejrpladser beliggende på hver sin side af en lille å. På grunden er der en større naturskov i og omkring ådalen. På lejrpladserne findes vandposter flere steder, samt en raftegård og en større bålhytte (plads til ca 20 overnattende). 
I Nordlængen på gården er der indrettet sovesale og soverum med plads til op til 40 overnattende, industrikøkken, spisesal (40 personer), samt stor rå sal med plads til ca 100 personer. I Vestlængen er 9 bade samt 13 toiletter. Det gamle stuehus (som er fra 1500 tallet) gennemgår i disse år (2016-2018) en større renovering. Planen er at åbne til kip og indrette en større spisesal, køkken og hems. Østlængen består primært af materialerum, aktivitetsværksteder samt almindelig værksted.

## Frivillige
Gården drives af frivillige spejdere fra primært Bornholm og København. De frivillige er organiseret i tre grupper. Bestyrelsen med formand Kjeld Ole Rønne i spidsen står for økonomi, udlejning og visioner. Aktivitetsudvalget står for de to ugers centerlejre samt at skabe spændende, kreative og udfordrende aktiviteter til de to lejre. Og endelig er der Arbejdsweekendsudvalget der arrangerer to årlige praktiske weekender hvor rammerne på Rømeregård vedligeholdes og forbedres. 

## Spejderlejre
Der arrangeres hvert år 2 centerlejre af en uges varighed hvor spejdere fra hele Danmark deltager. Her er der mulighed som gruppe for at tage på sommerlejr og prøve de mange spændende aktiviteter som Rømeregård tilbyder. Blandt signaturaktiviteterne findes Rappelling på klipper, Silderøgning samt Stenslibning. Udover Centerlejrene afholdes der også ungdomskurser. I disse år er det primært Roland 1 kurser. 

## Udlejning
Rømeregård udlejes til spejderlejre, gruppeture, familiefester, lejrskoler, rusture og meget mere. 